# 中国国际图书贸易集团
中国国际图书贸易集团公司（China International Book Trading Corporation）是中国外文出版发行事业局（又称中国国际出版集团，China International Publishing Group）下属的专业性书刊进出口公司，也是中国最大的专业性书刊进出口公司之一。公司地址位于北京市海淀区车公庄西路35号。

## 简介
中国国际图书贸易集团公司的前身是“国际书店”，成立于1949年12月1日，为中华人民共和国国营图书对外贸易机构，是中华人民共和国首个书刊进出口公司。
国际书店筹建时，便向苏联订购上百万册中文、俄文、英文、法文、日文、朝鲜文等图书，包括马列主义著作、文学、艺术、科技类图书，还有大量唱片。1956年，中华人民共和国中央人民政府发出“向科学进军”号召，国际书店随即派采购小组到西欧选购了大批科技图书。1957年9月，国际书店、中国科学院图书馆、北京图书馆联合举办外国科技书刊展览，展出37个国家的1.8万种图书、4000余种期刊。这是中华人民共和国第一次举办进口书刊展，引发轰动，参观者踊跃。该展览在北京展出之后，又赴上海、广州巡展。同年，国际书店进口业务迈上高峰，和20余个国家的130余家书商、出版社建立了进口业务关系，当年进口书刊7269万册。此后数年，国际书店的进口业务稳步向前发展。
1952年4月、5月间，中国国际贸易促进委员会展团在保加利亚普罗夫迪夫展出了国际书店提供的中华人民共和国出版物，此为第一次在国外展出中华人民共和国出版物。同年9月，国际书店到民主德国莱比锡展出中华人民共和国图书。1953年9月，国际书店第一次派书展小组参加莱比锡书展。
1953年，国际书店与英国劳伦斯－威夏特出版社签订了在英国翻译、出版、发行《毛泽东选集》英文版（1至3卷）的协议，创造了中华人民共和国对外合作出版的先河。其后，国际书店每年参加在莱比锡、萨格勒布、华沙等地举办的国际书展。1956年，国际书店第一次派展团到联邦德国参加世界最大的书展 ——法兰克福国际图书博览会。1959年，正值中华人民共和国成立10周年，国际书店在世界各地举行61次中华人民共和国书展。
1951年，国际书店派贸易代表驻香港从事图书进出口转口业务。1957年，国际书店设立首家驻外机构——驻柏林办事处。1958年，国际书店在香港设立和平书店；此后国际书店又先后向多国派驻贸易代表。
该时期国际书店对外发行的主要图书是外文版毛泽东著作。1958年到1978年，中华人民共和国先后用英文、法文、俄文、西班牙文、德文、意大利文、日文、世界语、朝鲜文、蒙古文、越南文、印度尼西亚文、阿拉伯文、印地文、斯瓦希里文、豪萨文、僧伽罗文、乌尔都文、波斯文等40余种文字出版毛泽东著作，其中包括《毛泽东选集》（1至4卷）、《毛泽东军事文选》、《毛泽东诗词》、各种单篇本。在这20余年间，国际书店向世界发行了外文版毛泽东著作3000余万册。这是中国图书对外发行史上发行地区最广、发行量最大的图书品种。
该时期也是国际书店对外出口艺术品特别是木版水印画的黄金时期。国际书店几乎包销了北京荣宝斋的所有木版水印画产品，并且组织天津杨柳青、上海朵云轩、浙江美院水印工厂的部分产品出口；同时又增加中国书画原作出口。上述书画品种成为销往日本、西欧、北美、苏联、东欧的重要品种。但后来因受“文化大革命”的干扰，艺术品出口量趋于萎缩。
1963年，国际书店改由中国外文出版发行事业局领导。1964年1月，国际书店的进口业务划归刚成立的中国外文书店（如今为中国图书进出口（集团）总公司）专营，国际书店更名为“中国国际书店”，对外冠有副名——中国出版物中心（China Publications Centre），专门经营图书出口业务。
1983年，中国国际书店更名为“中国国际图书贸易总公司”。由单一的图书出口业务转为以出口业务为主、多种经营为辅，由国外市场为主转为国内外市场并重，由外文书刊出口为主转为中外文书刊出口为主。
改革开放之后，海外中文图书市场不断扩大，中国国际图书贸易总公司积极组织出口。同时，该公司还进入出版领域，1981年成立朝华出版社，出版面向海外市场的多种文字的大型画册以及中外文对照图书。1981年，该公司又成立了中华人民共和国首家直接开展缩微出版物生产、销售的专业公司——中国缩微出版物进出口公司，其制作的文渊阁《四库全书》缩微卷片行销世界。
1981年，中国国际图书贸易总公司恢复进口业务。1984年，成立中国图书进口中心。后来，还在上海、深圳、广州等地设分公司，形成辐射全国的进口销售网络。中国国际图书贸易总公司多次在中华人民共和国国内举办进口专业书展。1996年，中国国际图书贸易总公司在北京承办第62届图联大会（IFLA）国际图书博览会。
中国国际图书贸易总公司先后在美国、英国、德国、日本等地成立子公司或办事处；在洛杉矶、布鲁塞尔开办长城书店，从而初步实现了跨国经营；把香港和平书店扩资成为和平图书有限公司。 
2006年，中国国际图书贸易总公司与中国外文出版发行事业局（中国国际出版集团）下属企业北京外文印刷厂、北京外文出版纸张公司整合成为中国国际出版集团文化企业集团，该企业集团沿用“中国国际图书贸易总公司”的名称。同时，中国外文出版发行事业局还将无锡、厦门、桂林3个对外图书交流中心划归该公司。
2011年，中国国际图书贸易总公司完成了转企改制工作，从事业单位转为企业，更名为“中国国际图书贸易集团公司”。
该公司在美国、德国、英国、比利时、日本、香港等国家和地区设有分公司或办事处，在上海、深圳、广州等地设有分公司，业务网络分布在全世界180余个国家和地区，和海外一千多家图书发行机构、书店、出版社以及数十万读者存在业务往来。
截至2010年代初，该公司累计发行书报刊将近13亿册。2004年，该公司的出口贸易额首次突破1000万美元。到2013年前后，该公司加上厦门对外图书交流中心，年出口贸易额将近2000万美元，占中国内地一半以上的份额。
该公司的主要海外市场为美国、日本、法国、英国、德国、澳大利亚、加拿大、韩国、新加坡、马来西亚、香港、台湾等等国家和地区。中文专业书店是该公司的销售主渠道；图书馆、研究机构是该公司的主要团体最终用户；零售、书展是该公司的主要销售形式；华人、汉学家、学者、中文学习者是该公司的主要读者群。
该公司设在各地的分支机构主要有：
- 常青图书（美国）公司：中国国际图书贸易集团公司在美国的分支机构。
- 常青图书（英国）有限公司：中国国际图书贸易集团公司在英国的分支机构，1984年成立。
- 中国图书贸易有限公司（德国）：中国国际图书贸易集团公司在德国的分支机构，1991年成立，位于罗德马克（Rödermark）。
- 香港和平图书有限公司：中国国际图书贸易集团公司在香港的分支机构。[4]